# Casino Royale (film 1967)
Casino Royale – brytyjsko-amerykańska komedia surrealistyczna, nakręcona w 1967 roku. Scenariusz oparto na powieści o tym samym tytule. Film ten stanowi drugą z trzech produkcji o przygodach brytyjskiego agenta Jamesa Bonda, które nie zostały nakręcone przez wytwórnię EON Productions. W rolę 007 wcielił się David Niven, uważany przez Iana Fleminga za aktora idealnie pasującego do postaci agenta.

## Fabuła
W związku ze śmiercią 11 agentów i zagrożeniem dla globalnej równowagi, jakie stanowi SMIERSZ, M wraz z szefami CIA i KGB decydują o przywróceniu do służby agenta 007. Ten, mając przeciwko sobie cała armię kobiet – agentów, grającego w bakarata iluzjonistę (Orson Welles) i neurotycznego megalomana (Woody Allen), postanawia, by wszyscy agenci (nawet płci żeńskiej) byli znani jako James Bond, co utrudni identyfikację właściwego 007. Inny gracz w bakarata, Evelyn Tremble (Peter Sellers), dostaje zadanie infiltracji centrum tajnej organizacji, lecz wcześniej musi ukończyć szkolenie u prawdziwego Jamesa Bonda.

## Obsada
- Ursula Andress jako Vesper Lynd (007)
- Joanna Pettet jako Mata Bond (007)
- Jacqueline Bisset jako Miss Googtights
- Orson Welles jako Le Chiffre
- Deborah Kerr jako agentka Mimi (znana jako lady Fiona McTarry)
- Jean-Paul Belmondo jako francuski legionista (jako Jean Paul Belmondo)
- John Huston jako McTarry (M)
- William Holden jako Ransome (CIA)
- David Prowse jako Potwór Frankensteina
- Peter O’Toole jako Piper
- Anjelica Huston jako agent Rączki Mimi
- David Niven jako sir James Bond (007)
- Kurt Kasznar jako Smernov
- Dalja Lawi jako The Detainer/007
- Terence Cooper jako Cooper (James Bond – 007)
- John Wells jako asystent Q
- Angela Scoular jako Buttercup
- John Hollis jako Monk
- Gabriella Licudi jako Eliza
- Charles Boyer jako Le Grand
- Barbara Bouchet jako Moneypenny
- Tracey Crisp jako Heather
- Elaine Taylor jako Peg
- Alexandra Bastedo jako Meg
- Anna Quayle jako Frau Hoffner
- Derek Nimmo jako Hadley
- Ronnie Corbett jako Polo
- Colin Gordon jako dyrektor Kasyna
- Bernard Cribbins jako kierowca taksówki/ kapitan Carlton Towers F.O.
- Tracy Reed jako Fang Leader
- John Bluthal jako Casino Doorman/M.I.5 Man
- Geoffrey Bayldon jako Q
- Duncan Macrae jako inspektor Mathis
- Graham Stark jako kasjer w kasynie
- Chic Murray jako Chic
- Jonathan Routh jako John
- Richard Wattis jako brytyjski oficer
- Vladek Sheybal jako przedstawiciel Le Chiffre’a
- Percy Herbert jako 1st Piper
- Penny Riley jako Control Girl
- Jeanne Roland jako Captain of the Guards
- Jennifer Baker jako Le Chiffre's assistant
- Susan Baker jako Le Chiffre's assistant
- Erik Chitty jako sir James Bond's Butler
- Frances Cosslett jako Michele
- Alexander Doré jako Extra
- Valentine Dyall jako Vesper Lynd's assistant/Dr. Noah's voice
- Veronica Gardnier jako dziewczyna Bonda
- Bob Godfrey jako szkocki siłacz
- Roberta Jones jako kobieta
- Burt Kwouk jako chiński generał
- John Le Mesurier jako kierowca M
- Yvonne Marsh jako dziewczyna Bonda
- Barrie Melrose jako Extra
- Stirling Moss jako kierowca
- Arthur Mullard jako szkocki siłacz
- Caroline Munro jako kobieta z ochrony
- Milton Reid jako strażnik
- Mona Washbourne jako kobieta pijąca herbatę
- Woody Allen jako Jimmy Bond/Dr Noah
- Peter Sellers jako Evelyn Tremble (James Bond – 007)